# Quiosque no Jardim do Passeio Alegre
O Quiosque no Jardim do Passeio Alegre ou Chalé Suíço é um antigo quiosque na freguesia da Foz do Douro, cidade do Porto, em Portugal.

## Caracterização
Dos seis quiosques ainda existentes na cidade do Porto, é o único com o espaço interior aberto ao público, funcionando como casa de chá. A sua construção com planta octogonal é em madeira rebocada e ferro fundido no estilo Romântico.
O Quiosque está classificado como Imóvel de Interesse Municipal, na sequência do decreto 2/96, publicado no Diário da República de 6 de Março.

## Outras designações
- Chalet do Passeio Alegre
- Chalet do Carneiro